# Teina Maraeura
Teina Maraeura, né le 11 août 1950 à Rangiroa et mort le 11 mai 2023 à Pirae, est un homme politique de la Polynésie française.

## Biographie
Il commence sa carrière politique en 1986 par une présence en seconde position sur la liste « Tapura Napo des Tuamotu-Gambier » lors des élections territoriales et fait son entrée à l'Assemblée de la Polynésie française. Trois ans plus tard, il devient maire de Rangiroa.
Constamment réélu à la tête de sa commune et à l'Assemblée, il a été ministre de la Culture, chargé de la promotion des langues polynésiennes, du 26 octobre 2004 au 3 mars 2005.
Président-fondateur du Te niu hau manahune, il disposa entre 2008 et 2013 d'un groupe parlementaire (Te Mana o te Mau Motu). Il n'est pas réélu au scrutin suivant mais retrouve son siège en 2018 et intègre le groupe Tapura, majoritaire. Il devient par ailleurs 2e vice-président de l'Assemblée.
Pêcheur de profession, il est veuf et a quatre enfants.
Le 14 avril 2021, il est condamné pour favoritisme et de détournement de fonds publics par le tribunal correctionnel de Papeete à un an de prison ferme et un an avec sursis, cinq millions de francs Pacifique d'amende et cinq ans d'inéligibilité dans l'affaire du Fonds de développement des archipels (FDA). Ainsi, il est démissionné d'office de ses fonctions de maire de Rangiroa mais conserve son mandat de représentant à l'Assemblée, sa condamnation n'étant pas définitive.
Son fils Tahuhu lui succède le 30 avril 2021.

## Décoration
- Chevalier de l'ordre des Palmes académiques

## Détail des fonctions et des mandats
Mandats locaux
- 17 mai 2018 - en cours : membre de l'Assemblée de la Polynésie française
- 1989 - 14 avril 2021 : maire de Rangiroa
- 16 mars 1986 - 4 mai 2013 : membre de l'Assemblée de la Polynésie française